# Turok (serie di videogiochi)
Turok è una serie di videogiochi sparatutto basata sull'omonimo fumetto che vede protagonista Turok.
Il primo gioco, Turok: Dinosaur Hunter, è stato pubblicato nel 1997 per Nintendo 64 e Microsoft Windows. Lo sparatutto ha ricevuto due seguiti (Turok 2: Seeds of Evil e Turok 3: Shadow of Oblivion) ed un prequel (Turok Evolution). 
Nel 2008 è stato pubblicato per PlayStation 3, Xbox 360 e Microsoft Windows un reboot della serie, dal titolo Turok.
Nel 2015 è stata realizzata una remastared per Microsoft Windows di Turok: Dinosaur Hunter, la quale è stata poi convertita per le console Xbox One nel 2018, Nintendo Switch nel 2019 e PlayStation 4 nel 2021.
Nel 2017 è stata realizzata una remastared per Microsoft Windows di Turok 2: Seeds of Evil, la quale è stata poi convertita per le console Xbox One nel 2018, Nintendo Switch nel 2019 e PlayStation 4 nel 2021.
Il 30 novembre 2023 è stata pubblicata per Nintendo Switch, PS4, PS5, Windows, Xbox One e Xbox Series X/S una versione rimasterizzata di Turok 3: Shadow of Oblivion.
Altri giochi della serie sono stati in lavorazione nel corso degli anni, tra cui un titolo per Game Boy Advance, un sequel di Turok Evolution e Turok 2, seguito del reboot.